# Allium neodenticulatum
Allium neodenticulatum — вид квіткових рослин з підродини цибулевих (Allioideae). Ендемік Туреччини.